# おやすみ おはよ
『おやすみ おはよ』とは『けものフレンズ』から派生したユニット・Gothic×Luckの2作目のアルバム。2021年6月30日にビクターエンタテインメントより発売された。

## 概要
Gothic×Luckの2作目のアルバム。「夢の中の物語」をコンセプトにしたEP。

## チャート成績
| チャート | 最高位 |
| -------- | ------ |
| オリコン | 32位   |

## 販売形態
通常盤
CD1枚組。アートワークは森下suuによる描き下ろし。
初回限定盤
CDとDVDの2枚組。DVDには2020年12月11日に渋谷 CLUB QUATTROにて開催したGothic×Luck初の無観客オンラインライブ「Gothic×Luck online LIVE ～オリオンの輝き～」が収録されている。初回限定盤のアートワークは通常版のイラストをもとに衣装制作と撮影が行われた、Gothic×Luckの2人による撮り下ろし実写仕様である。

## 作品解説

### CD（初回限定盤、通常盤共通）
1. 小さな予感
作詞：Cocoro. 作曲：堤功太 編曲：佐藤厚仁
夢の世界へと誘う1曲目である。歌詞の書き直しに一番時間がかかっており、歌詞に力が入れられている。
2. ユメゴコチ進展系！
作詞/作曲：田淵智也 編曲：Akki
2021年6月23日に先行配信された。
3. 棘かくし
作詞：森下suu 作曲：中村"tono"僚, Pieru 編曲：Pieru
八木ましろがファン[8]である森下suuに作詞を依頼。森下suuによる初の作詞である[9]。
4. 夢の中のストーリー
作詞/作曲:井上トモノリ 編曲：大沢圭一
5. 天国の踊り場
作詞/作曲/編曲：瀬名航
6. ミチシルベ
作詞/作曲/編曲：玉木千尋

### 初回限定盤付属
1. Gothic×Luck online LIVE ～オリオンの輝き～
収録曲は、「きみは帰る場所」「桜てのひら」「なぜなぜ？フォレストの旅」「ようこそジャパリパークへ」 「月と太陽」「星の帰り道」「星をつなげて」の7曲[10]。

## 収録内容
| #         | タイトル               | 作詞         | 作曲                | 編曲      | 時間  |
| --------- | ---------------------- | ------------ | ------------------- | --------- | ----- |
| 1.        | 「小さな予感」         | Cocoro       | 堤功太              | 佐藤厚仁  | 4:13  |
| 2.        | 「ユメゴコチ進展系！」 | 田淵智也     | 田淵智也            | Akki      | 4:23  |
| 3.        | 「棘かくし」           | 森下suu      | 中村"tono"僚, Pieru | Pieru     | 3:40  |
| 4.        | 「夢の中のストーリー」 | 井上トモノリ | 井上トモノリ        | 大沢圭一  | 4:45  |
| 5.        | 「天国の踊り場」       | 瀬名航       | 瀬名航              | 瀬名航    | 4:07  |
| 6.        | 「ミチシルベ」         | 玉木千尋     | 玉木千尋            | 玉木千尋  | 4:17  |
| 合計時間: | 合計時間:              | 合計時間:    | 合計時間:           | 合計時間: | 25:25 |

| #  | タイトル                                                     | 作詞 | 作曲・編曲 | 時間  |
| -- | ------------------------------------------------------------ | ---- | ---------- | ----- |
| 1. | 「「Gothic×Luck online LIVE ～オリオンの輝き～」2020.12.11」 |      |            | 68:07 |

## 外部ページ
- ビクターエンターテインメント公式サイトの紹介ページ
  - おやすみ おはよ（通常盤）
  - おやすみ おはよ（初回限定盤）
  - ファン待望のセカンドEP「おやすみ おはよ」6月30日発売決定！

- Gothic×Luck公式サイトの紹介ページ
  - 2nd EP『おやすみ おはよ（通常盤）』
  - 2nd EP『おやすみ おはよ（初回限定盤）』
  - セカンドEP『おやすみ おはよ』が6月30日発売決定！